# غار آبیشو
غار آویشو در شهر شاندرمن  قرار دارد. این غار با دهانه ‌ای بسیار بزرگ به ارتفاع ۱۹ متر و عرض ۱۴ متر از غارهای بی ‌نظیر استان گیلان است و تاکنون بیش از ۲ هزار متر از عمق غار توسط غارنوردان و کوه‌ نوردان محلی کشف‌ شده و به آن لقب طولانی‌ ترین غار ایران را داده اند. این غار در میان دره ‌ای کم آب قرار دارد و ازجمله غارهای آهکی ایران است که در ارتفاع ۱۳۰۰ متری از سطح دریا قرار دارد. پژوهش‌های زمین‌ شناسی نیز قدمت غار آویشو را در حدود ۷۵ میلیون سال رقم‌ زده‌اند.
آثاری از بقایای پوسته اقیانوسی پالتو تنیس بر روی سنگ هایی در مجاورت غار قرار دارند، دیده می شود. از ابتدا تا انتهای این غار جریان هایی از آب وجود دارد. در این غار شگفت انگیز ۷ آبشار و صدها قندیل به همراه ستون هایی آهکی که عظمت بالایی هم دارند نیز وجود دارد که خوردگی دیواره های آن حاصل از جریان آب بر روی سنگ هست که از قرن ها قبل تاکنون شگل گرفته اند و اکنون نمونه ای نادر از آن را در هیچ غاری تاکنون کشف نکرده اند.
آبیشوی، آویشو، آویشوی از نام‌های مختلف این غار است که به زبان تالشی است و به معنی محل فرورفتن آب است. گفته می‌شود این غار نام خودر از چشمه‌ای که در نزدیکی آن قرار دارد، گرفته است.
برخی محلیان با تمام وجود باور دارند که در این غار یک غول زندگی می‌کند که تا به حال کسی موفق به دیدن آن نشده! شاید این کمی عجیب به نظر برسد، اما بر اساس تحقیقات علمی، سه مومیایی در این غار وجود دارند که به خاطر تله‌های مختلفی که در آن زمان طراحی شده، هنوز کسی نتوانسته آنها را کشف کند.
تاکنون غارنوردان و کوه نوردان، حدود دو هزار متر از ژرفای شگفت‌انگیز این غارشگفت‌انگیز را پیمایش و کشف کرده‌اند.
این غار در سال ۱۳۸۹ با شماره‌ی ثبتی ۹۰ در فهرست میراث طبیعی ملی کشور به ثبت رسید.